# Instrumentos mecânicos

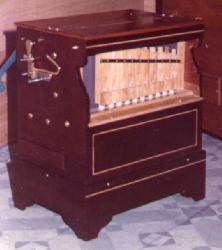
O realejo, um instrumento mecânico

Instrumentos mecânicos são aqueles instrumentos musicais cujo som é produzido automática ou mecanicamente, em geral sem a necessidade de um interprete (alguns deles requerem certo grau de participação humana). A parte mais importante de um instrumento mecânico, ou automatofone é o dispositivo para regular os sons musicais, ou seja, um cilindro, uma cartela perfurada, um disco metálico, ou recursos semelhantes; destes, o cilindro é certamente o mais antigo.